# Pat McCarran
Pat McCarran (Reno, 1876. augusztus 8. – Hawthorne, 1954. szeptember 28.) az Amerikai Egyesült Államok szenátora (Nevada, 1933–1954). Nevét a McCarran nemzetközi repülőtér viselte 2021-ig.